# Zorocrates nochix
Zorocrates nochix is een spinnensoort uit de familie Zoropsidae. De soort komt voor in Mexico. 